# .sx
.sx este un domeniu de internet de nivel superior, pentru Sint Maarten (ccTLD).